# Oraș-nucleu
Oraș-nucleu (中核市 Chūkakushi?) este o categorie specială de orașe în Japonia.